# Macario Adriatico
Macario Adriatico (Calapan, 10 maart 1869 - Manilla, 14 april 1919) was een Filipijns journalist en politicus.

## Biografie
Macario Adriatico werd geboren op 10 maart 1869 in Calapan in de Filipijnse provincie Mindoro. Zijn ouders waren Luciano Adriatico en Natalia Gonzales. In 1882 vertrok hij naar de Filipijnse hoofdstad Manilla voor zijn opleiding. Omdat hij te laat was om zich aan te melden voor de Ateneo de Manila volgde hij eerst onderwijs aan de privéschool van Hipolito Magsalin en later aan het Instituto Burgos van Enrique Mendiola. Nadien studeerde hij aan het Colegio de San Juan de Letran, waar hij in 1889 een Bachelor of Arts-opleiding afrondde. Aansluitend begon hij aan een studie medicijnen op de University of Santo Tomas. Al snel veranderde hij van studierichting en in 1902 voltooide Adriatico een studie rechten en slaagde hij tevens voor het toelatingsexamen van de Filipijnse balie.
In 1907 werd Adriatico gekozen tot afgevaardigde van Mindoro in de Filipijnse Assemblee. In 1909 en in 1910 werd hij herkozen. Na afloop van zijn derde opeenvolgende termijn als afgevaardigde in 1914 stapte hij uit de politiek. Van 1917 tot 1919 was Adriatico de eerste Filipijnse directeur van de Philippine Library and Museum, tegenwoordig gesplitst in twee aparte instituten: de National Library of the Philippines en het National Museum of the Philippines.
Adriatico overleed in 1919 op 50-jarige leeftijd. Hij was getrouwd met Paula Lazaro en kreeg met haar twee zonen en acht dochters. In 1964 werd de straat Dakota Avenue in de Filipijnse hoofdstad hernoemd naar Adriatico Street.